# Miasta Komorów
Według danych oficjalnych pochodzących z 2003 roku Komory posiadał ponad 20 miast o ludności przekraczającej 2 tys. mieszkańców. Stolica kraju Moroni jako jedyne miasto liczyło ponad 25 tys. mieszkańców; 3 miasta z ludnością 10÷25 tys. oraz reszta miast poniżej 10 tys. mieszkańców.

## Największe miasta na Komorach
Największe miasta na Komorach według liczebności mieszkańców (stan na 15.09.2003):
| L.p. | Miasto    | Region       | Liczba ludności |
| ---- | --------- | ------------ | --------------- |
| 1.   | Moroni    | Wielki Komor | 40 050          |
| 2.   | Mutsamudu | Anjouan      | 20 828          |
| 3.   | Fomboni   | Mohéli       | 12 881          |
| 4.   | Domoni    | Anjouan      | 10 073          |
| 5.   | Ouani     | Anjouan      | 8 841           |

## Alfabetyczna lista miast na Komorach
- Djoiezi
- Domoni
- Fomboni
- Foumbouni
- Iconi
- Itsandra
- Koimbani
- Mbeni
- Mirontsi
- Mitsamiouli
- Mitsoudjé
- Moroni
- Mrémani
- Mutsamudu
- Nioumachoua
- Ntsoudjini
- Ouani
- Sima
- Tsembehou
- Wanani